# Can Atilla

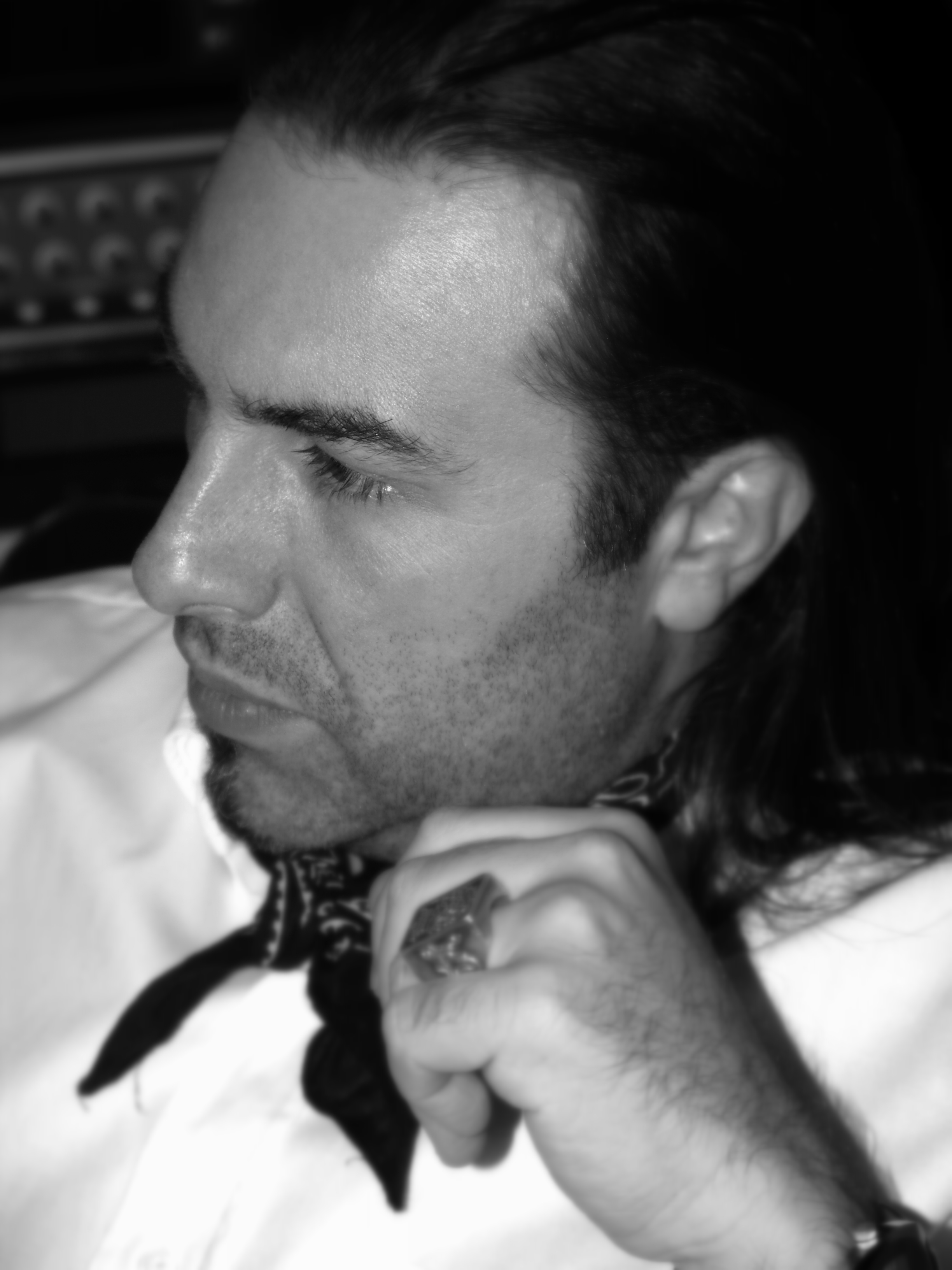
Can Atilla

Can Atilla (* 1969 in Ankara) ist ein türkischer Komponist und Musiker auf dem Gebiet der Filmmusik sowie der elektronischen Instrumentalmusik.

## Leben und Karriere
Atilla absolvierte im Jahre 1990 das staatliche Konservatorium in Ankara (Abteilung Violine) mit einem „Bachelor of Arts“-Abschluss und begann Anfang der 1990er-Jahre, Musikstücke für Filme und Theater zu komponieren. 1992 erschien mit Waves of Wheels sein erstes Album im Elektronik-Bereich, und ab 1996 nahm Atilla Musik im eigenen Produktionsstudio POeM auf. Neben Komposition war Atilla auch als Musiker tätig, unter anderem als Geiger im Sinfonieorchester des Türkischen Präsidenten (Cumhurbaşkanlığı Senfoni Orkestrası) sowie als Pianist und als Dirigent.
Während es sich bei Atillas Filmmusik um symphonisch geprägte Stücke meist mit nationalen Einflüssen und Gesangsparts handelt, sind seine Elektronik-Alben stark von der klassischen Berliner Schule (manchmal fälschlich als „New Age“ bezeichnet) sowie international bekannten Künstlern wie Jean Michel Jarre, Vangelis oder Mike Oldfield beeinflusst. Das 1999 erschienene Album Ave widmete Can Atilla dem 30-jährigen Bestehen der Berliner Band Tangerine Dream, und auch sein erstes Synthesizer-Album Waves of Wheels ist stark vom Tangerine-Dream-Stil der späten 1980er-Jahre geprägt. Daher erlangten diese Alben vor allem in der europäischen und US-amerikanischen Elektronik-Szene Bekanntheit. Seit den 2000er-Jahren werden sie, zusammen mit den später produzierten CDs Live, Omni und Concorde, vom niederländischen Fachlabel Groove Unlimited des Musikers Ron Boots aufgelegt und vertrieben.

## Diskografie

### Elektronische Musik
- 1992: Waves of Wheels
- 1999: Ave
- 2002: Live
- 2003: Omni
- 2005: Concorde
- 2011: HI-Story
- 2018: Berlin High School Legacy

### Sonstige Alben
- Aşk-ı Hürrem
- 1453 – Sultanlar Aşkına
- Cariyeler ve Geceler
- Efsaneler
- Kuvayi Milliye Destanı
- Albatros (Soundtrack)
- Atatürk (Soundtrack)
- Bilinçaltı
- Mevlana'dan Çağrı
- Sems-i Rumi
- Can-ı Yunus
- Hüzn-ü Diyar Kerbela

### Filmmusik
- Kuruluş – Osmancık[1][2]
- Çanakkale 1915

## Auszeichnungen
- 2003/2004: 2. Platz bei der Schwingungen-Wahl als bester Newcomer